# Oecophora
Oecophora är ett släkte av fjärilar som beskrevs av Pierre André Latreille 1796. Oecophora ingår i familjen praktmalar, (Oecophoridae).

## Dottertaxa tillOecophora, i alfabetisk ordning[1][2]
- Oecophora angulosella
- Oecophora arcuella
- Oecophora aspectalella
- Oecophora avellinella
- Blågul praktmal Oecophora bractella
- Oecophora chapmani
- Oecophora conjunctella
- Oecophora cramerella
- Oecophora druryella
- Oecophora fastuosella
- Oecophora flavocerella
- Oecophora geoffrella
- Oecophora geoffroyella
- Oecophora gruneriella
- Oecophora herculeella
- Oecophora ifranella
- Oecophora kindermanni
- Oecophora lineaella
- Oecophora luteolella
- Oecophora mariboensis
- Oecophora passeriniella
- Oecophora scyllaella
- Oecophora staintoniella
- Oecophora sulphurella
- Oecophora superior
- Oecophora terminella
- Oecophora trimaculella

## Bildgalleri

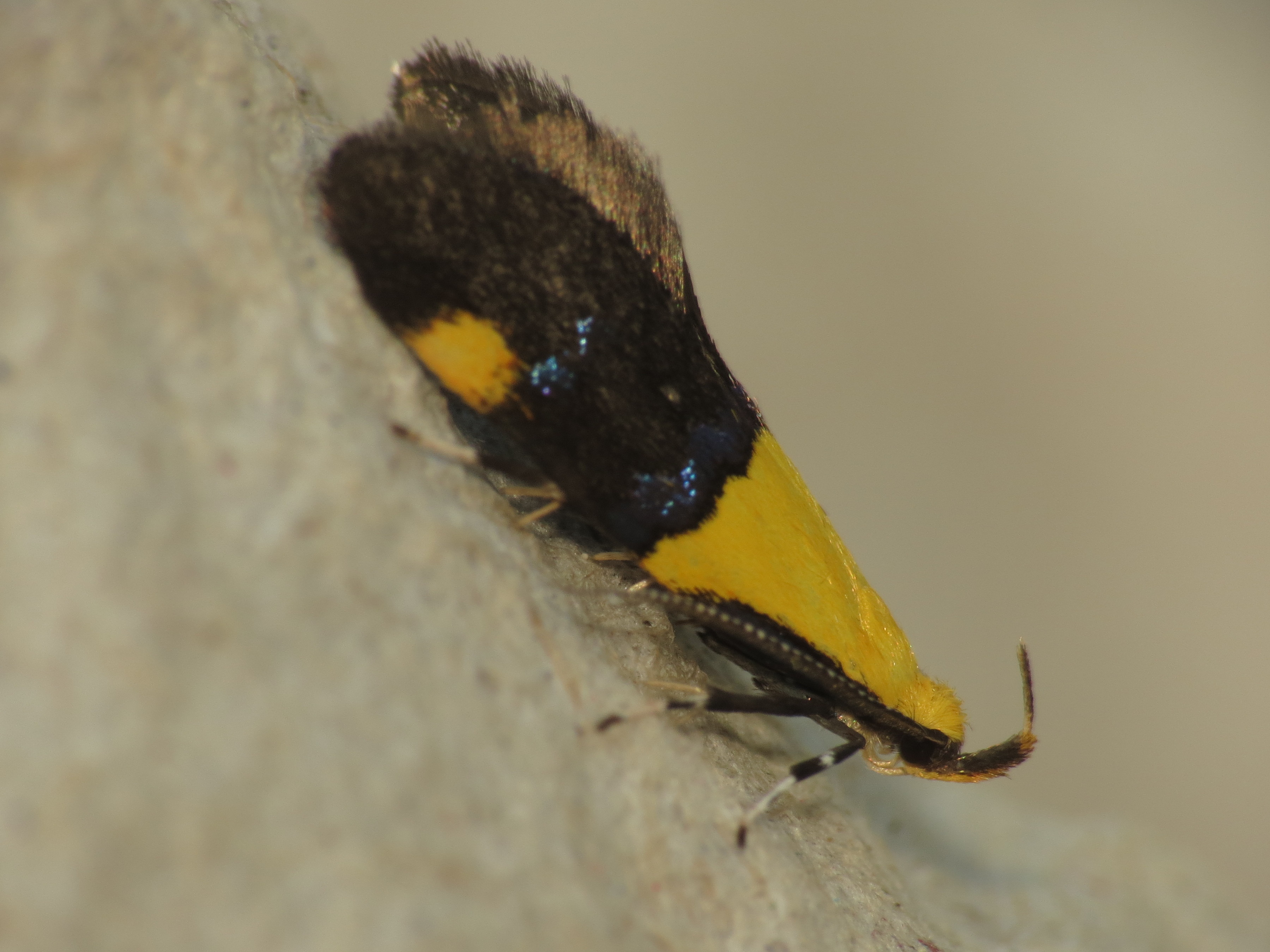
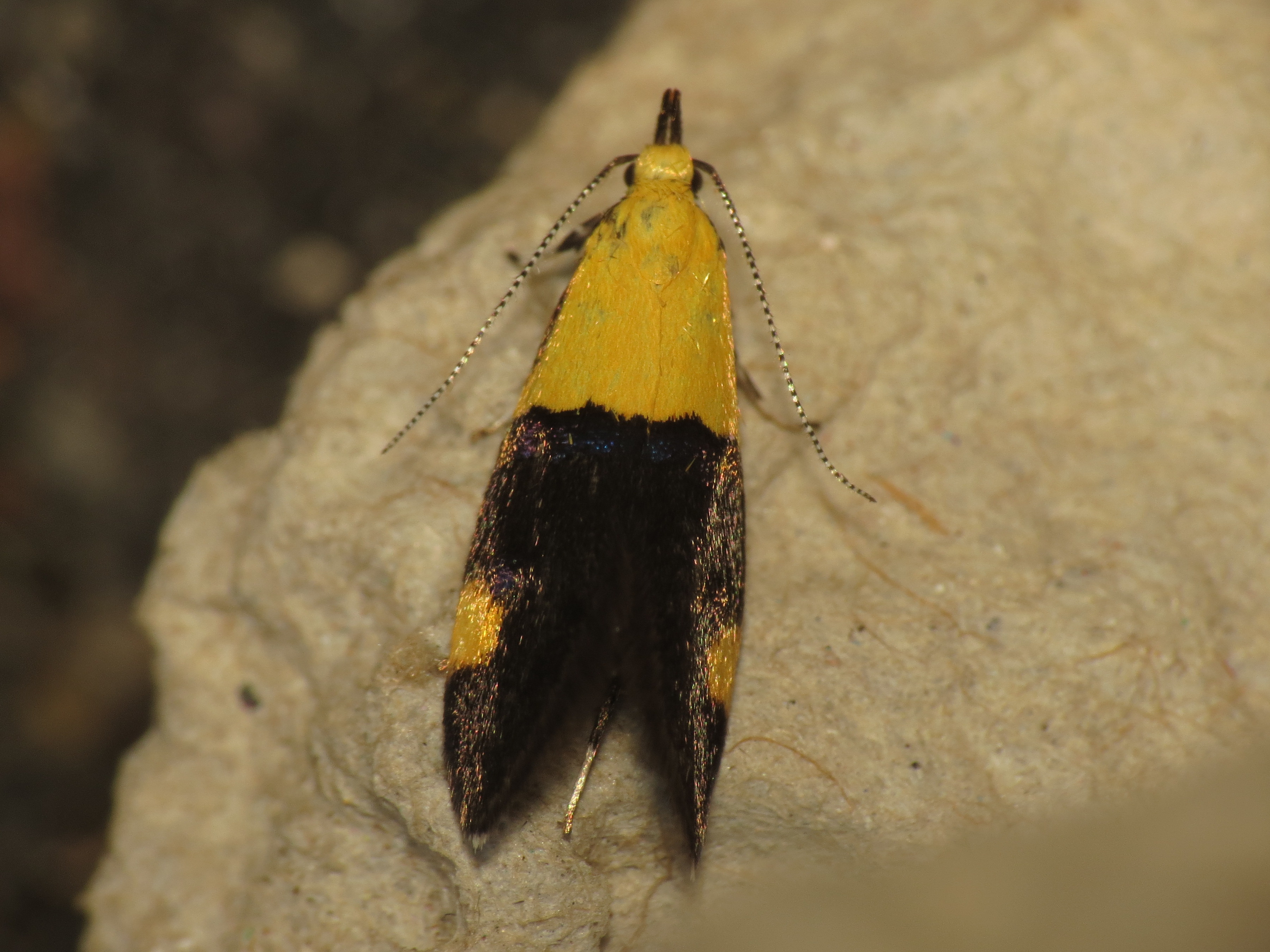
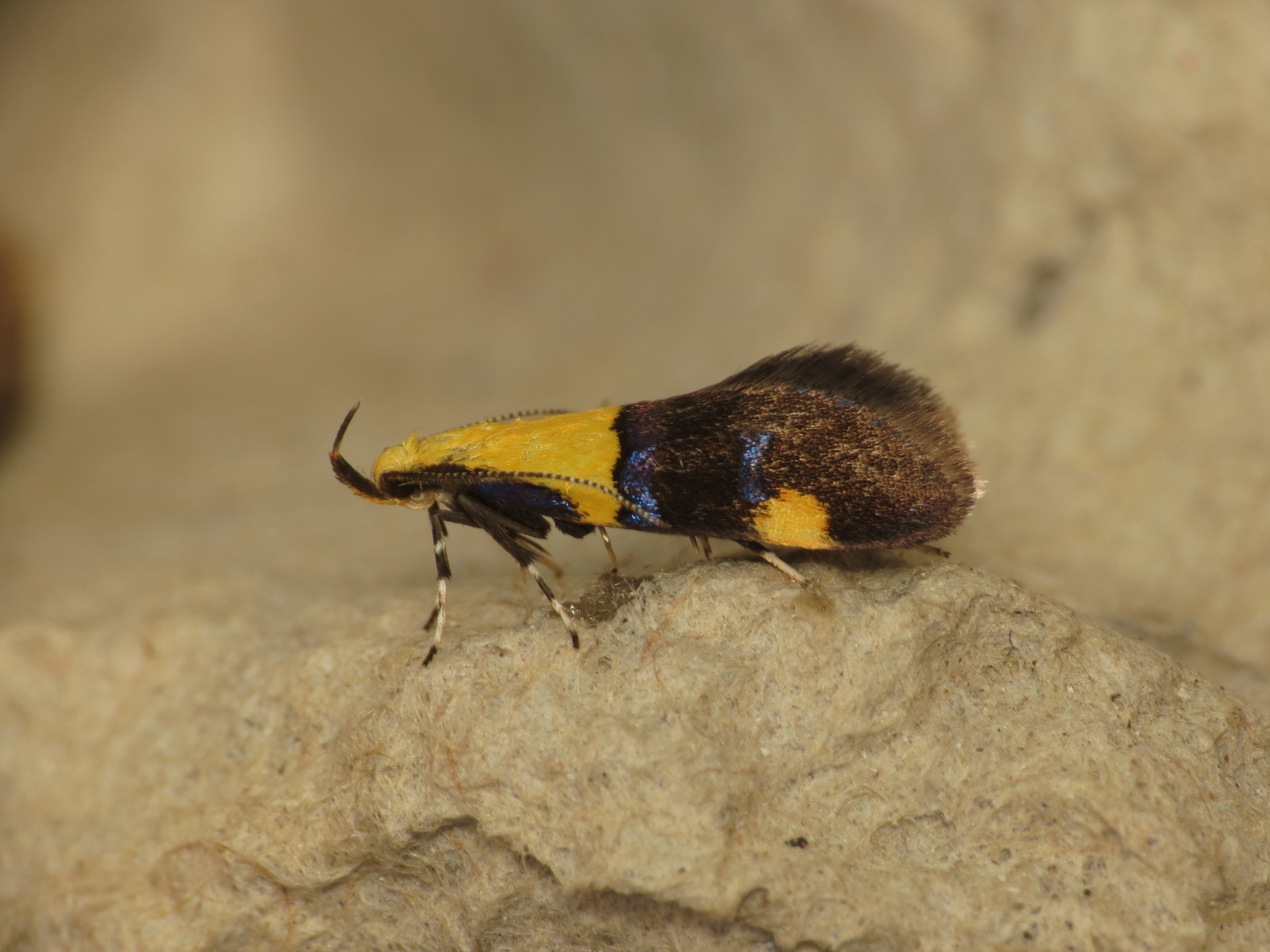
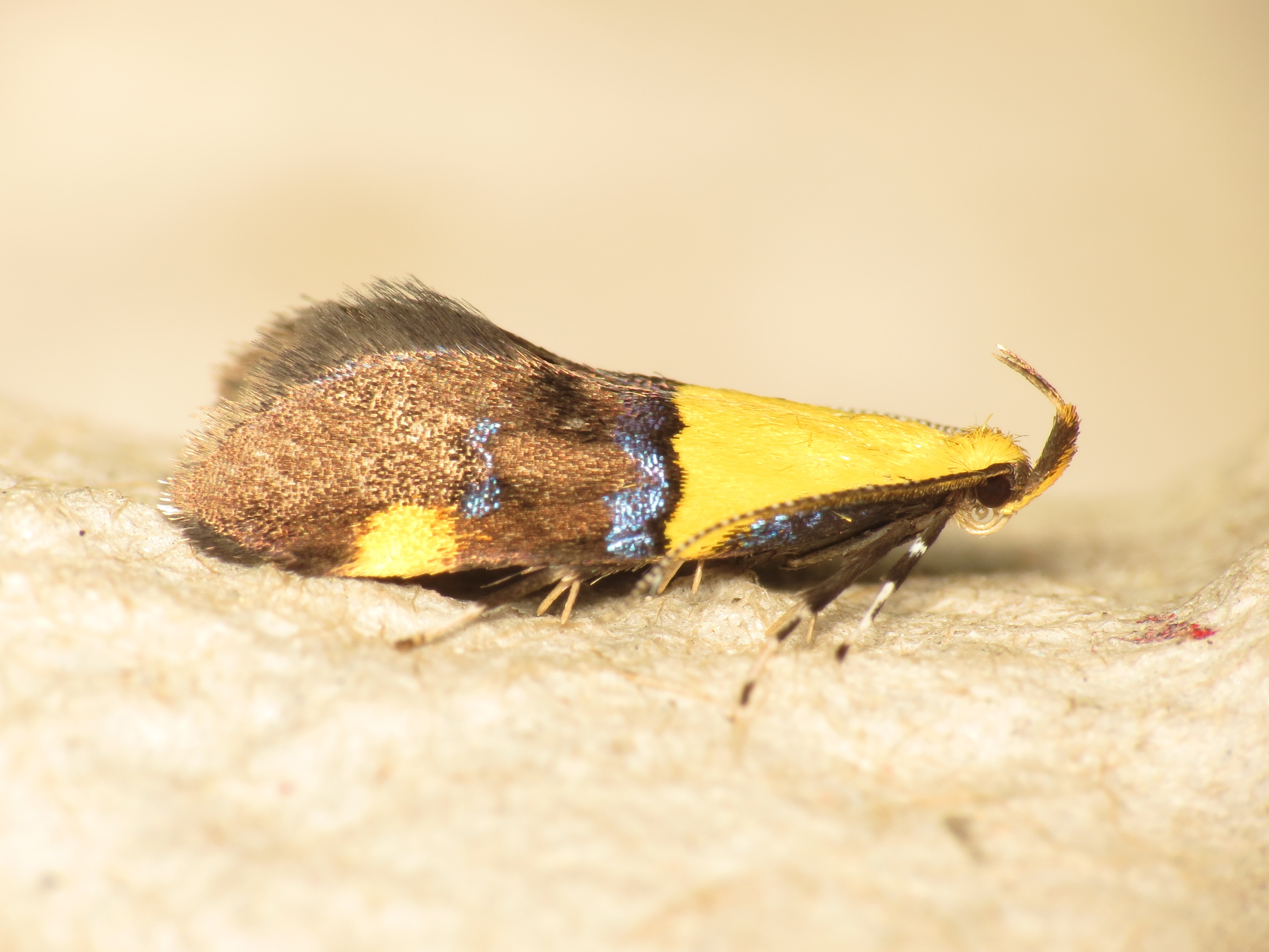